# 古賀太陽
古賀太陽（1998年10月28日—），日本足球運動員，司職後衛，現效力日職球隊柏雷素爾，日本國家足球隊成員。

## 俱樂部生涯
出自柏雷素尔自家青训，在2017年进入一线队。在天皇杯第4回合对阵大阪飞脚的比赛中，打进了本赛季的首球。
2019年4月3日，日乙联赛柏雷素尔3-0战胜了长崎成功丸，后卫古贺太阳攻入了自己职业生涯的第一粒日职联赛进球。
日职联赛球队柏雷素尔官方宣布，球队后卫古贺太阳将租借去到日乙联赛的福冈黄蜂，租期到2019年1月31日。

## 國家隊生涯
2014年U16亚少赛J组预选赛日本队首战9-0轻取菲律宾，古贺太阳攻入一球。
古贺太阳参加了对阵英格兰U20的比赛，在对阵智利U23的比赛中，他进入了替补席。
日本足球协会宣布，柏雷素尔后卫古贺太阳因伤退出日本U22土伦杯征程。

## 外部連結
- 柏レイソル公式プロフィール
- 古賀太陽的X（前Twitter）
- 古賀太陽的Instagram帳戶